# Florent Malouda
Florent Malouda (født 13. juni 1980 i Cayenne, Fransk Guyana) er en fransk fodboldspiller, der spiller for Differdange i Luxembourg. Han har tidligere spillet for blandt andet Olympique Lyon, med hvem han vandt fire franske mesterskaber. Han har desuden spillet for en anden Ligue 1-klub, Guingamp og mange år i England for Chelsea.

## Chelsea
Malouda blev købt til Chelsea i sommeren 2007 for en overgangssum, der ifølge nogen rygter lå helt oppe på omkring 20 millioner euro.[kilde mangler] Siden skiftet har han været med til at sikre klubben ét engelsk mesterskab, tre FA Cup-titler og ikke mindst ét Champions League trofæ.

## Landshold
Malouda har spillet 80 kampe for Frankrigs landshold, som han fik debut for 17. november 2004 i en kamp mod Polen. Han scorede sit første landskampsmål i en kamp 31. maj 2005 mod Ungarn, og har efterfølgende været inkluderet i den franske trup til både VM i 2006, hvor holdet vandt sølv, samt til EM i 2008 og VM i 2010.

## Resultater
Ligue 1
- 2004, 2005, 2006 og 2007 med Lyon

Premier League
- 2010 med Chelsea

FA Cup
- 2009, 2010 og 2012 med Chelsea

UEFA Champions League
- 2012 med Chelsea